# Gantz (película)
Gantz (también conocida como Gantz Zenpen) es una película japonesa de acción, drama basada en el manga Gantz. Fue estrenada en Japón el 28 de enero de 2011 y en EE. UU. 9 días antes lo que creó cierta controversia. La película está dirigida por Shinsuke Sato y protagonizada por Kazunari Ninomiya - como Kei Kurono -, Kenichi Matsuyama - como Masaru Kato -, y Natsuna Watanabe - como Kei Kishimoto.
El manga está escrito por Hiroya Oku y la adaptación al cine fue hecha por Yûsuke Watanabe. Tuvo un presupuesto de aproximadamente 22 millones de dólares.
El argumento es parecido al manga y no al anime, ya que este último inventa los últimos episodios apartándose de la trama dibujada. La película tuvo una segunda parte debido a la dificultad de contar todos los acontecimientos en una sola película. Esta se estrenó en Japón el 23 de abril (9 de julio en USA) de 2011.

## Argumento
Kei Kurono es un chico que se reencuentra con un amigo de la infancia, Masaru Kato quien quiere ayudar a un borracho a salir de las vías del tren, a su vez Kurono para no comprometerse se hace el despistado. Kato saca al borracho de las vías del tren; sin embargo este no puede salir y pide ayuda a su amigo desesperado. Al ver que su amigo está atrapado, Kei le tiende su mano para ayudarlo ya que el tren estaba cada vez más cerca; entonces Kato resbala en las vías y lleva consigo a Kurono siendo atropellados los dos; pero al cabo de unos segundos ambos despiertan sanos y salvos en una habitación donde se encuentran con más personas. Llevándose una sorpresa al ver a una esfera negra, que les dará las órdenes de matar alienígenas, comienza una historia donde (cuanto más tiempo) se irá llenando de más personajes.

## Reparto
| Actor             | Personaje        |
| ----------------- | ---------------- |
| Kenichi Matsuyama | Masaru Kato      |
| Kazunari Ninomiya | Kei Kurono       |
| Natsuna Watanabe  | Kei Kishimoto    |
| Yuriko Yoshitaka  | Tae Kojima       |
| Kanata Hongō      | Joichiro Nishi   |
| Tomorowo Taguchi  | Yoshikazu Suzuki |
| Kensuke Chisaka   | Ayumu Kato       |
| Shun'ya Shiraishi | Hiroto Sakurai   |

## Estreno
Aunque la película es japonesa, en EUA se estrenó el 20 de enero de 2011, siendo en Japón su estreno el 29 de enero de 2011.
Para España y Portugal la empresa Mediatres Estudio ha firmado un acuerdo con Nippon TV para su distribución en estos países en DVD a finales del mismo año de estreno en cines en el sello Winds of Asia comercializada por Warner Home Video.
En España también la emitió por el canal Cuatro, también emitió Gantz Perfect Answer.